# Jorrick Calvin
Pour les articles homonymes, voir Calvin.
(en) Statistiques sur pro-football-reference
Jorrick Randell Calvin (né le 17 juillet 1987 à Bâton-Rouge) est un joueur américain de football américain. Il joue actuellement avec les Eagles de Philadelphie.

## Carrière

### Université
Calvin joue à l'université de troy et s'inscrit au draft de la NFL lors de la saison 2009.

### Professionnelle
Jorrick Calvin est sélectionné au sixième tour du draft de la NFL de 2010 par les Cardinals de l'Arizona au 201e choix. Le 30 août 2010, il est échangé au Eagles de Philadelphie en échange du fullback Charles Scott qui fut sélectionné un choix avant Calvin lors du draft.
Calvin est nommé comme le kick returner titulaire pour les coups d'envoi après la blessure de Ellis Hobbs. Néanmoins, Calvin est envoyé sur la touche après avoir perdu le ballon lors d'une possession (fumble) et cela permet à Hobbs de récupérer sa place. Le 28 novembre 2010, Jorrick retrouve le poste de titulaire après une nouvelle blessure de Hobbs au genou, contre les Bears de Chicago.
Le 12 décembre 2010, une bagarre éclate entre lui et le cornerback des Cowboys de Dallas Alan Ball après un tir de David Buehler, jugé controversé. L'arbitre du match sanctionne Calvin d'une pénalité. Il est placé le 23 décembre 2010 sur la liste des blessés après s'être blessé contre les Giants de New York lors du quinzième match de la saison.